# Società Sportiva Dilettantistica Napoli Femminile
El Napoli Women es un club de fútbol femenino de Italia de la ciudad de Nápoles, en la región de Campania. Fue fundado en 2003 y desde la temporada 2023-24 participa en la Serie A italiana. Juega de local en el Stadio comunale "Arena" Giuseppe Piccolo de Cercola (Nápoles).
No debe confundirse con el equipo femenino de la Società Sportiva Calcio Napoli, que actualmente sólo cuenta con las divisiones inferiores.

## Historia

### Los primeros años
El club fue fundado en 2003 bajo el nombre de A.S.D. Calciosmania Napoli y sus colores eran el verde y el blanco. Al principio contaba con una sección femenina y una masculina. Después de la fundación se inscribió en la Serie C y dos años después, al ganar la liga, ascendió a la Serie B. En 2006 dio el paso definitivo al fútbol femenino, con la fusión entre el Calciosmania Napoli y el Venus Napoli, y el consiguiente cierre de la sección masculina, asumiendo el nombre de A.S.D. Napoli Calcio Femminile.
Gracias a la seguridad económica garantizada por los patrocinadores Carpisa y Yamamay, y a una plantilla competitiva que incluía jugadoras procedentes del Venus Napoli, como la capitana Valentina Esposito, y del Calciosmania Napoli, como la joven internacional Valeria Pirone, en solo dos años el nuevo club logró ganar la Serie B y ascender a la Serie A2. Tras algunas temporadas de consolidación del primer equipo y de crecimiento de la cantera, en la temporada 2011/12 el Napoli Femminile se consagró campeón del grupo B de la Serie A2, por fin ascendiendo a la Serie A. Además, ese año Maria Caramia consiguió ser la máxima goleadora de la liga con 21 tantos, mientras que Valeria Pirone llegó al tercer puesto con 18 goles. En la Copa Italia finalizó subcampeón, cayendo ante el Brescia (3-2 en la prórroga).

### En la Serie A

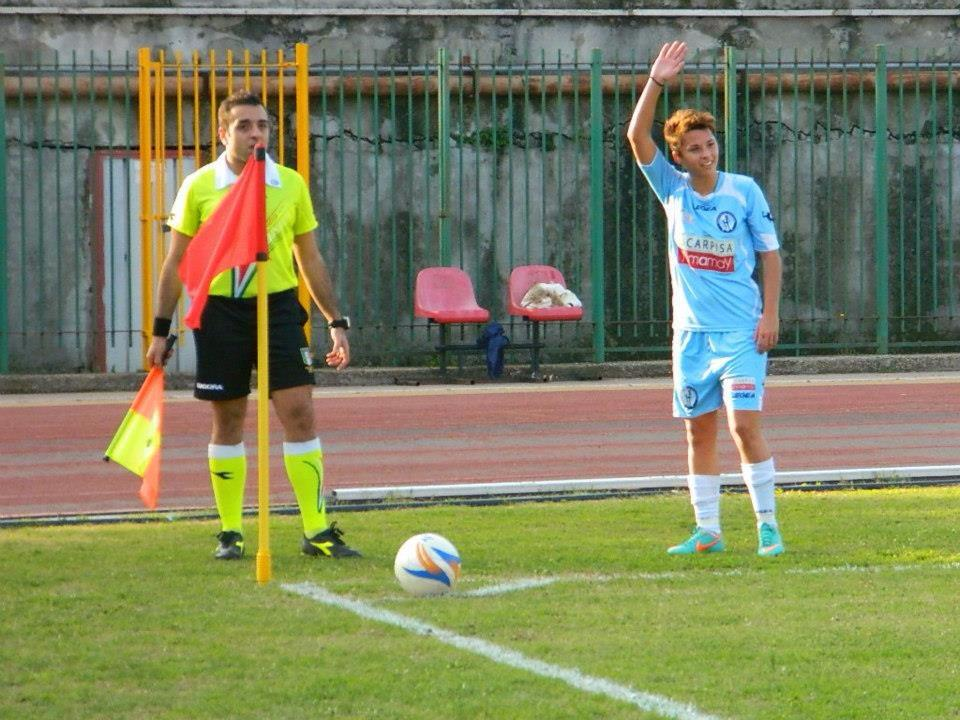
La delantera de la selección italiana Valentina Giacinti. Jugó con el Napoli Femminile en la temporada 2012-13, marcando 19 goles en 34 partidos.

Tras llegar a la máxima división italiana, el equipo se fortaleció siguiendo tres criterios: futbolistas de experiencia (Gioia Masia, Antonella Morra, Emi Yamamoto), jóvenes ya competitivas (Alessandra Barreca, ganadora del Campeonato Europeo Sub-19 con la selección italiana, Lara Barbieri, Penelope Riboldi) y promesas (Veronica Privitera, Valentina Giacinti, Valentina Casaroli, arquero de la Selección Sub-19). El equipo terminó en el quinto lugar con 52 puntos, llegando a las semifinales de Copa Italia.
El año siguiente, la plantilla fue revolucionada: a excepción de la internacional véneta Roberta Filippozzi, quedaron solo las futbolistas de Campania, entre las que muchas eran debutantes. El cargo de entrenador fue confiado al joven Corrado Sorrentino; el 18 de febrero de 2014 el técnico dimitió por motivos personales. El equipo fue confiado al más experto Mimmo Paesano; sin embargo, a pesar de mostrar señales de recuperación bajo el nuevo técnico, el club finalizó en el decimocuarto lugar con 23 puntos, lo que llevó al descenso a la Serie B en la última fecha.

### El nuevo proyecto en la Serie B

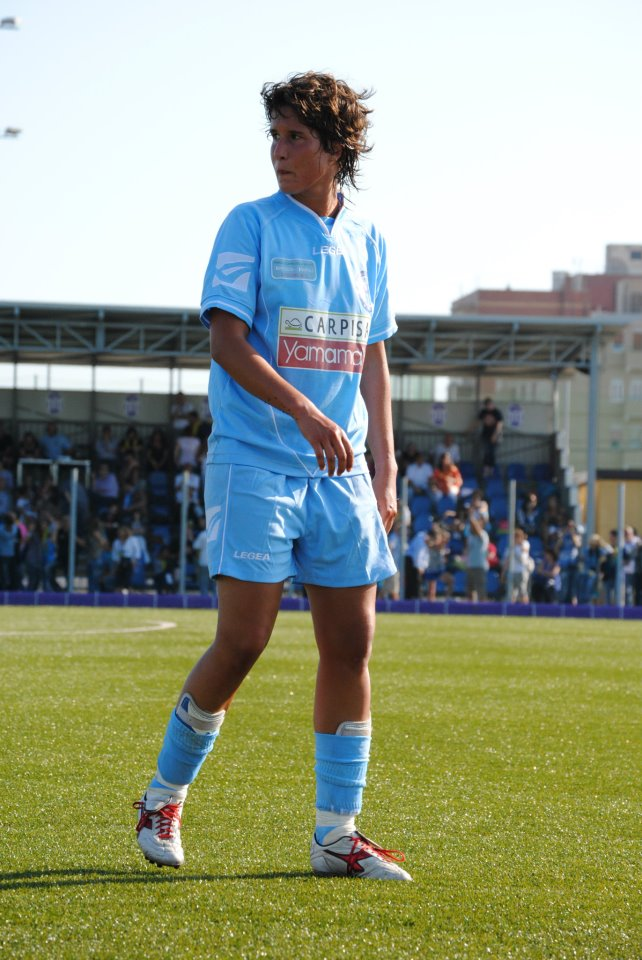
Roberta Filippozzi, defensa azzurra desde 2011 a 2014.

Después del descenso, futbolistas de experiencia como Valeria Pirone, Roberta Filippozzi y la capitana Valentina Esposito abandonaron al conjunto. El club decidió recomenzar en la Serie B con un proyecto basado en las jóvenes futbolistas locales, así que el técnico del equipo juvenil Alessandro Riccio fue elegido como nuevo entrenador. Además fue creado un centro de formación de fútbol, por lo que al primer equipo femenino se añadieron divisiones inferiores femeninas y masculinas (Napoli Calcio Maschile e Femminile). El Napoli CF finalizó cuarto en el Grupo D. En la temporada siguiente se produjo el regreso de Valentina Esposito, tras su paréntesis en el Torres.

### La fusión y el regreso a la Serie A
En 2017 el primer equipo del Napoli Calcio Femminile se unió al Napoli Dream Team del presidente Riccardo Guarino para formar un nuevo conjunto llamado A.S.D. Napoli Femminile. El club se inscribió en la Serie B, la segunda división de fútbol femenino italiano. Para su primera temporada, el club eligió como entrenador al joven técnico Elio Aielli y como asesor técnico al exfutbolista Stefan Schwoch, quien militó en el S. S. C. Napoli en la temporada 1999/2000. 
En 2018 asumió la denominación actual de S.S.D. Napoli Femminile. En la temporada 2018/19, tras finalizar primero en el grupo D de la Serie C, el Napoli Femminile ascendió otra vez a la Serie B.
En la temporada 2019/20, se produjo la suspensión del campeonato debido a la pandemia de enfermedad por coronavirus; sin embargo, el Napoli Femminile logró ascender a la Serie A gracias al cálculo del coeficiente corrector.
Para su nueva temporada en la máxima división, el club napolitano adquirió a jugadoras experimentadas como Federica Di Criscio y Jenny Hjohlman y confirmó al técnico Giuseppe Marino, artífice del doble ascenso desde la Serie C a la Serie A. Sin embargo, el 14 de diciembre de 2020, tras perder nueve partidos de los diez disputados, Marino fue cesado y en su lugar fue fichado Alessandro Pistoiesi, quien había entrenado al Empoli Ladies hasta la temporada anterior. Bajo su guía, las napolitanas lograron la permanencia en la Serie A en la última fecha, empatando 2-2 ante la Roma. La máxima goleadora de la temporada fue la centrocampista francesa Sarah Huchet, con siete tantos en su hoja de anotaciones.

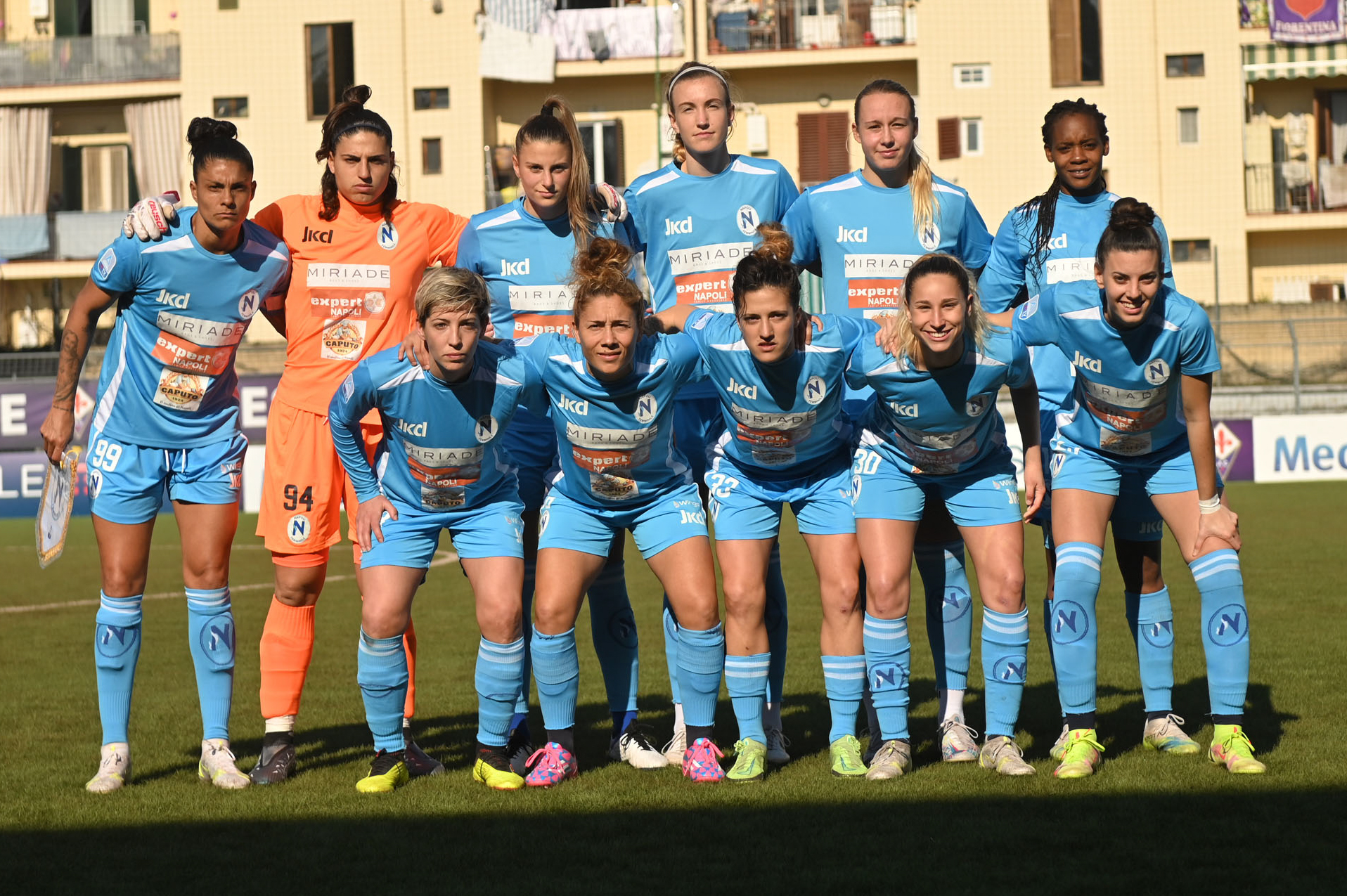
La alineación del partido de visitante ante la Fiorentina, fecha 14 de la temporada 2021-22.

Para la temporada 2021-22, la segunda consecutiva en la Serie A, el entrenador Alessandro Pistolesi fue confirmado en el banquillo azzurro. Después de sumar cuatro puntos en las primeras cuatro fechas, el equipo sufrió tres derrotas consecutivas contra el AC Milan, la Juventus de Turín y la Sampdoria; al final de este último partido, perdido en el 98' con doble inferioridad numérica, el director general Crisano dimitió en protesta por algunas discutidas decisiones arbitrales desfavorables ocurridas en las tres derrotas seguidas. El 15 de noviembre de 2021, tras la derrota de local contra el Sassuolo en la novena jornada del campeonato, y con el equipo en décima posición con 7 puntos, el entrenador Alessandro Pistolesi fue relevado de su cargo. Al día siguiente, Giulia Domenichetti y Roberto Castorina fueron oficializados como nuevos entrenadores del equipo. Sin embargo, el cambio en el banquillo no pudo evitar el descenso a la Serie B, que se concretó con la derrota en la última fecha, en el derbi napolitano ante el Pomigliano.

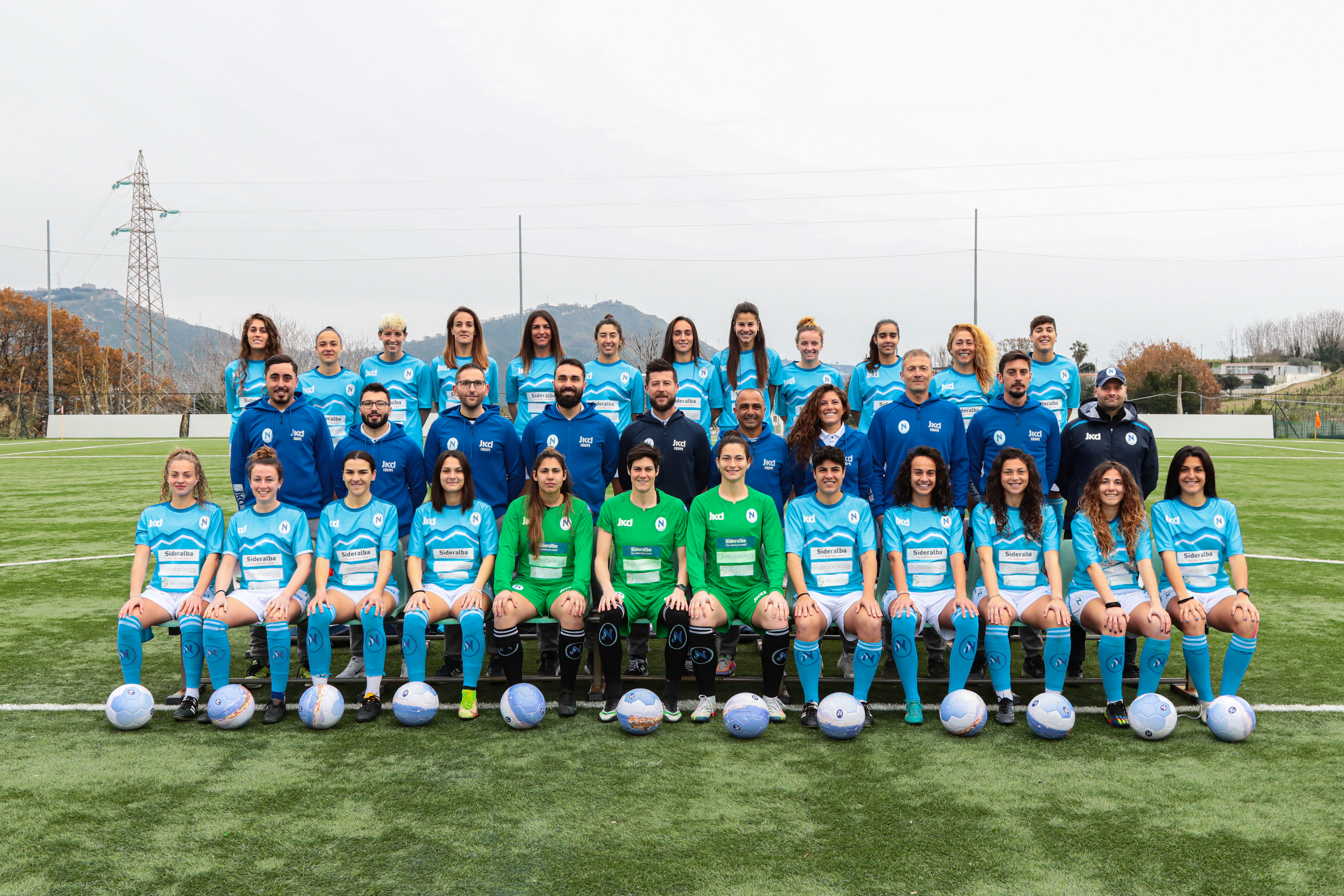
La plantilla de la temporada 2022-23.

La permanencia del equipo en la división de plata solo duró una temporada: de hecho, tras un largo mano a mano con la Lazio en la parte superior de la clasificación, las azzurre lograron ganar el encuentro directo con las biancocelesti y finalizaron en el primer lugar, ascendiendo directamente a la Serie A.
En 2025 cambió su nombre a Napoli Women.

### Trayectoria
| - 2003: Fundación de la A.S.D. Calciosmania Napoli. - 2003-04: 4° en la Serie C Campania. - 2004-05: 1° en la Serie C Campania. - 2005-06: 6° en el Grupo F de la Serie B. - 2006: Fusión con el Venus Napoli. Asume la denominación de A.S.D. Napoli Calcio Femminile. - 2006-07: 3° en el Grupo E de la Serie B. - 2007-08: 1° en el Grupo E de la Serie B. - 2008-09: 8° en el Grupo B de la Serie A2. - 2009-10: 5° en el Grupo B de la Serie A2. - 2010-11: 2° en el Grupo B de la Serie A2. - 2011-12: 1° en el Grupo D de la Serie A2. Subcampeón de la Copa Italia. - 2012-13: 5° en la Serie A. - 2013-14: 14° en la Serie A. - 2014-15: 4° en el Grupo D de la Serie B. - 2015-16: 3° en el Grupo D de la Serie B. | - 2016-17: 4° en el Grupo D de la Serie B. - 2017: Fusión con el Napoli Dream Team, nace el A.S.D. Napoli Femminile. - 2017-18: 7.º en el Grupo D de la Serie B. - 2018 - Asume la denominación de S.S.D. Napoli Femminile. - 2018-19: 1.º en el Grupo D de la Serie C. Gana los play-offs. - 2019-20: 1.º en la Serie B. - 2020-21: 10.º en la Serie A. - 2021-22: 10.º en la Serie A. - 2022-23: 1.º en la Serie B. - 2023-24: 9.º en la Serie A. - 2024-25: 9.º en la Serie A. |

## Símbolos
El escudo del club es de forma ovalada y de color blanco bordado de celeste y azul. En el centro se encuentra una letra N azul en mayúsculas con una cola de sirena celeste, y la denominación Napoli Women en azul y celeste.

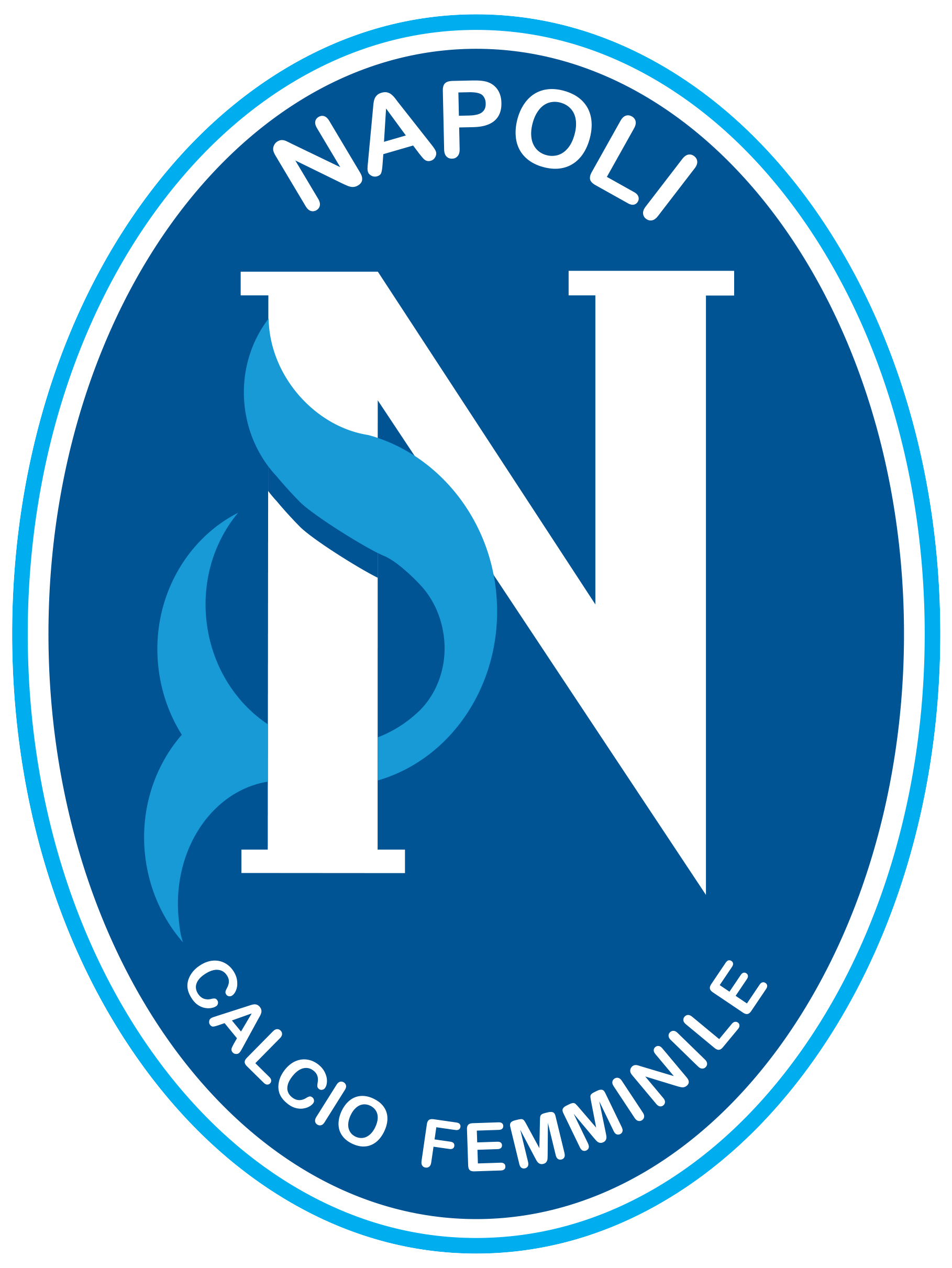
2018 - 2021
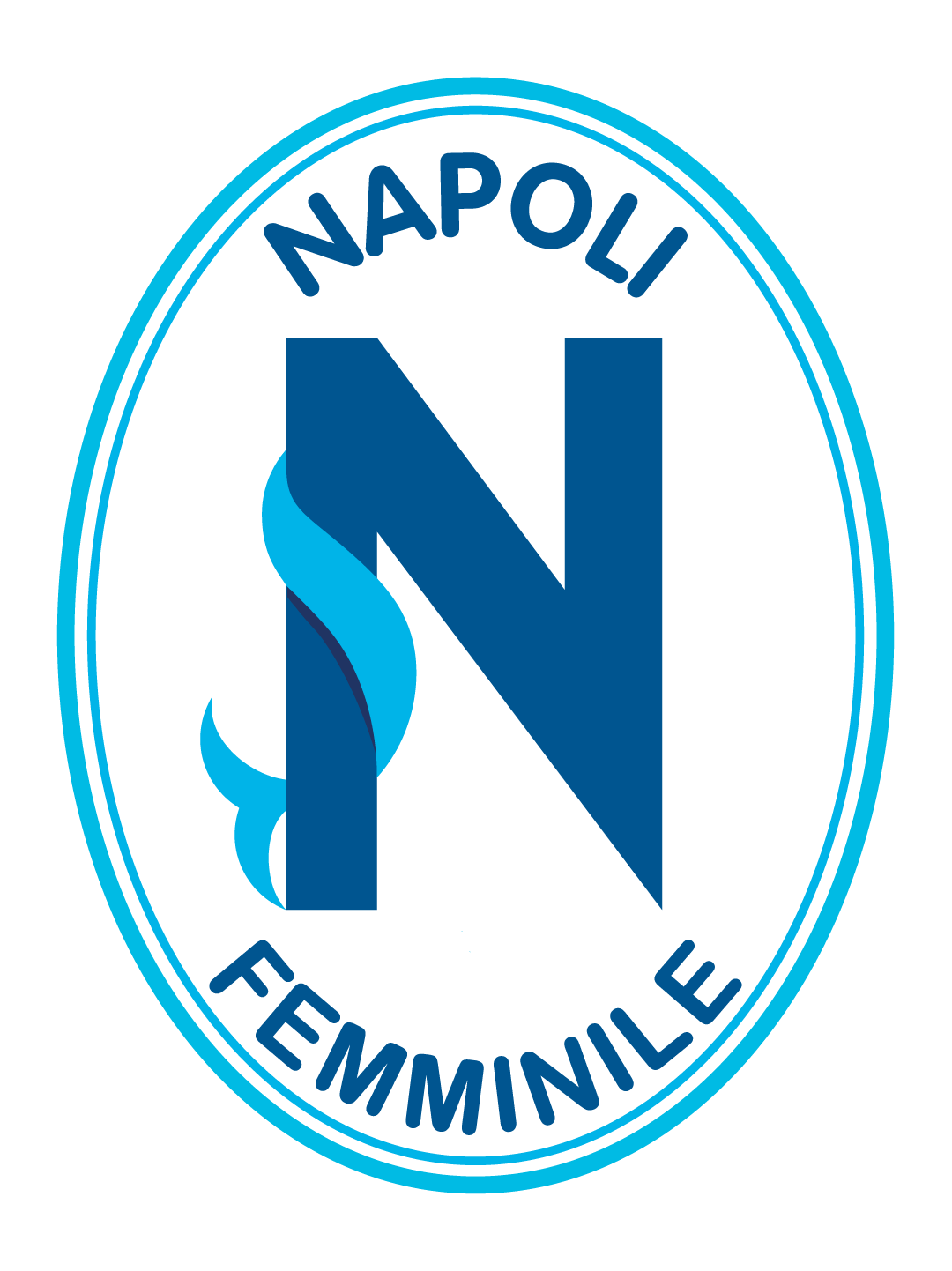
2021 - 2025
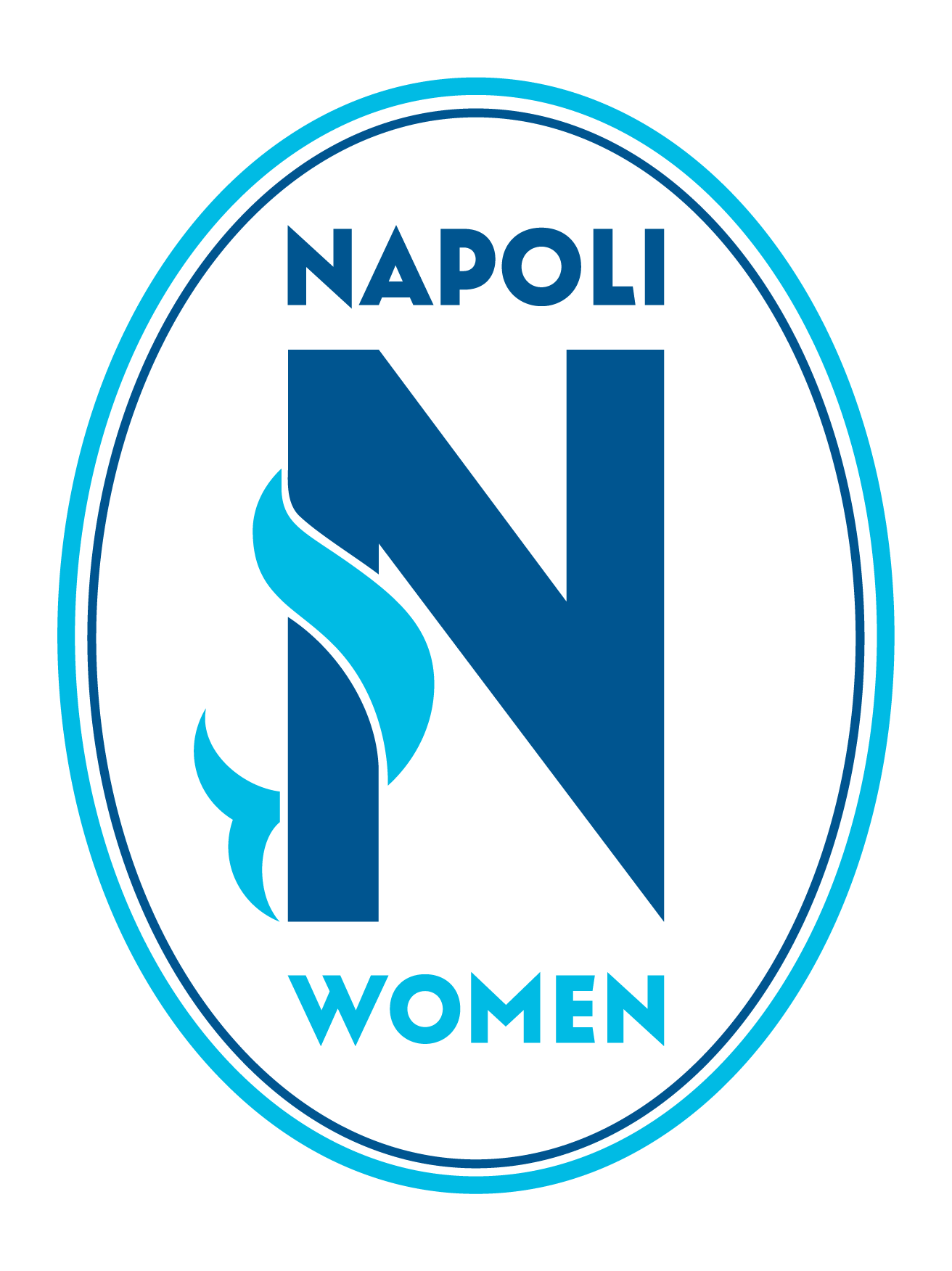
Escudo actual

## Uniforme
- Uniforme titular: Camiseta, pantalón y medias azul claro con vivos blanco.
- Uniforme titular: Camiseta, pantalón y medias blancos con vivos azul claro.[28]

## Estadio
En sus primeros años, el club jugó en los campos: Francesco Denza, en el barrio de Posillipo; Green Sport, en el barrio de Pianura; Tony Chiovato, en el municipio de Bacoli.
Desde 2012 a 2017 disputó sus partidos en el Estadio Arturo Collana, que se ubica en el barrio de Vomero. En la temporada 2019/20, el Napoli se entrenó inicialmente en el campo "Simpatia" del barrio de Pianura, para luego mudarse, en enero, al "Schiana Arena" de Bacoli, jugando de local en el "San Clemente I" de Casamarciano, hasta la suspensión del campeonato por la pandemia de coronavirus.
Durante la temporada 2020/21, el club disputó sus partidos de local en el Estadio Caduti di Brema, ubicado en el barrio napolitano de Barra, y se entrenó en el "Schiana Arena". Actualmente, juega de local en el Stadio comunale "Arena" Giuseppe Piccolo de Cercola (Nápoles).

## Datos del Club
- Temporadas en Primera Categoría (Serie A): 6
- Mejor puesto en la liga: 5.º (Serie A, 2012-13)
- Peor puesto en la liga: 14.º (Serie A, 2013-14)

## Organigrama
- Presidente: Marco Bifulco[1]
- Director General: Marco Zwingauer[34]
- Gerente del Club: Alessandra Nencioni[35]
- Director de Comunicaciones: Valeria Alinei[36]

## Palmarés
Torneos nacionales
| Competición nacional | Títulos                                                                          | Subcampeonatos |
| -------------------- | -------------------------------------------------------------------------------- | -------------- |
| Serie A2 (1/0)       | 2011-12.                                                                         |                |
| Serie B (3/0)        | 2008-08 (3.ª división, Grupo E), 2019-20 (2.ª división), 2022-23 (2.ª división). |                |
| Serie C (1/0)        | 2018-19 (Grupo D).                                                               |                |
| Copa Italia (0/1)    |                                                                                  | 2011-12.       |